# Agroecomyrmecinae
Agroecomyrmecinaelà một phân họ kiến. Phân họ này ban đầu được phân loại vào năm 1930 bởi Carpenter như là tông Agroecomyrmecini trong phân họ Myrmicinae. Bolton đã nâng lên thành một phân họ vào năm 2003. Năm 2014, phân họ này phân thành 2 tông. Tông Ankylomyrmini được dời trở về phân họ Myrmicinae.

## Tông và chi
- Agroecomyrmecinae Carpenter, 1930
  - Agroecomyrmecini Carpenter, 1930
    - †Agroecomyrmex Wheeler, 1910
      - †Agroecomyrmex duisburgi Wheeler, 1910

    - †Eulithomyrmex Carpenter, 1935
      - †Eulithomyrmex rugosus Carpenter, 1930
      - †Eulithomyrmex striatus Carpenter, 1930

    - Tatuidris Brown & Kempf, 1968
      - Tatuidris tatusia Brown & Kempf, 1968 (=T. kapasi Lacau & Groc, 2012)[6]

  - Ankylomyrmini
    - Ankylomyrma Bolton, 1973